# Йосиф и Мария
„Йосиф и Мария“ е български телевизионен игрален филм (социално-битова драма) от 1994 година на режисьора Милен Николов, по сценарий на Лиляна Михайлова. Оператор е Димитър Николов. Музиката във филма е композирана от Ценко Минкин..

## Актьорски състав
| В главните роли                               | Изпълнител       |
| --------------------------------------------- | ---------------- |
| Йосиф Йосифов инженер                         | Пламен Сираков   |
| Мария Йосифова аптекарка и жена на Йосиф      | Жорета Николова  |
| д-р Люба Панайотова бивша съученичка на Йосиф | Пламена Гетова   |
| селският фелдшер                              | Стоян Стоев      |
| Любчо (дете)                                  | Тодор Овчаров    |
| лелята на Мария                               | Емилия Радева    |
| бащата на Мария                               | Петър Слабаков   |
|                                               | Любомир Фърков   |
|                                               | Даниела Горанова |